# Dormaal
Dormaal is een deelgemeente van de Belgische stad Zoutleeuw. Dormaal was een zelfstandige gemeente tot aan de gemeentelijke herindeling van 1971.

## Toponymie
Oude vormen: 1015 Tormales, 1139 Durmale, 1166 Tormale, 1206 Dormala, enz. Dormaal is een samenstelling van Germaans thurnu "doorn" + mala "helling". Dormaal betekent dus: helling begroeid met doornen. Al vlug werd er een onderscheid gemaakt tussen Opdormaal en Neerdormaal: 1293 nederdormale, opdormale.

## Geschiedenis
Dormaal bestond eertijds uit 2 delen. Het grootste was Neerdormaal dat behoorde tot het Hertogdom Brabant. Opdormaal was Luiks of Loons. Neerdormaal had van in de 12de eeuw een Sint-Martinuskerk. Opdormaal had een Sint-Pieterskapel. Onder meer door haar ligging aan de grens kende Dormaal in de loop van de 13de, 14de en 15de eeuw en zekere bloei. Anderzijds werd het dorp regelmatig geplunderd en vernield zoals tijdens de godsdienstoorlogen in de 16de eeuw en werd het verwoest bij de eerste Slag bij Neerwinden in 1693. Neerdormaal kon zich daarna herstellen. De Sint-Martinuskerk werd weer opgebouwd. Dit gebeurde niet met de kapel van Opdormaal. 
Onder Frans bewind in 1795 werden de twee delen van Dormaal samen toegevoegd aan het Departement van de Dijle. 
Op 1 januari 1971 werd Dormaal een deelgemeente van Halle-Booienhoven om in 1977 een deelgemeente te worden van Zoutleeuw.
In de 14de eeuw stond er in Dormaal een burcht. Die raakte de volgende eeuwen in verval en in de 18de eeuw liet eigenares burggravin Marie-Louise Berrewouts er een vleugel van het watermolencomplex verbouwen tot het classicistische Kasteel van Dormaal. De watermolen bij dat huidige kasteel werd al vermeld in de 14de eeuw. Kasteel en watermolen werden in 1996 beschermd als monument.

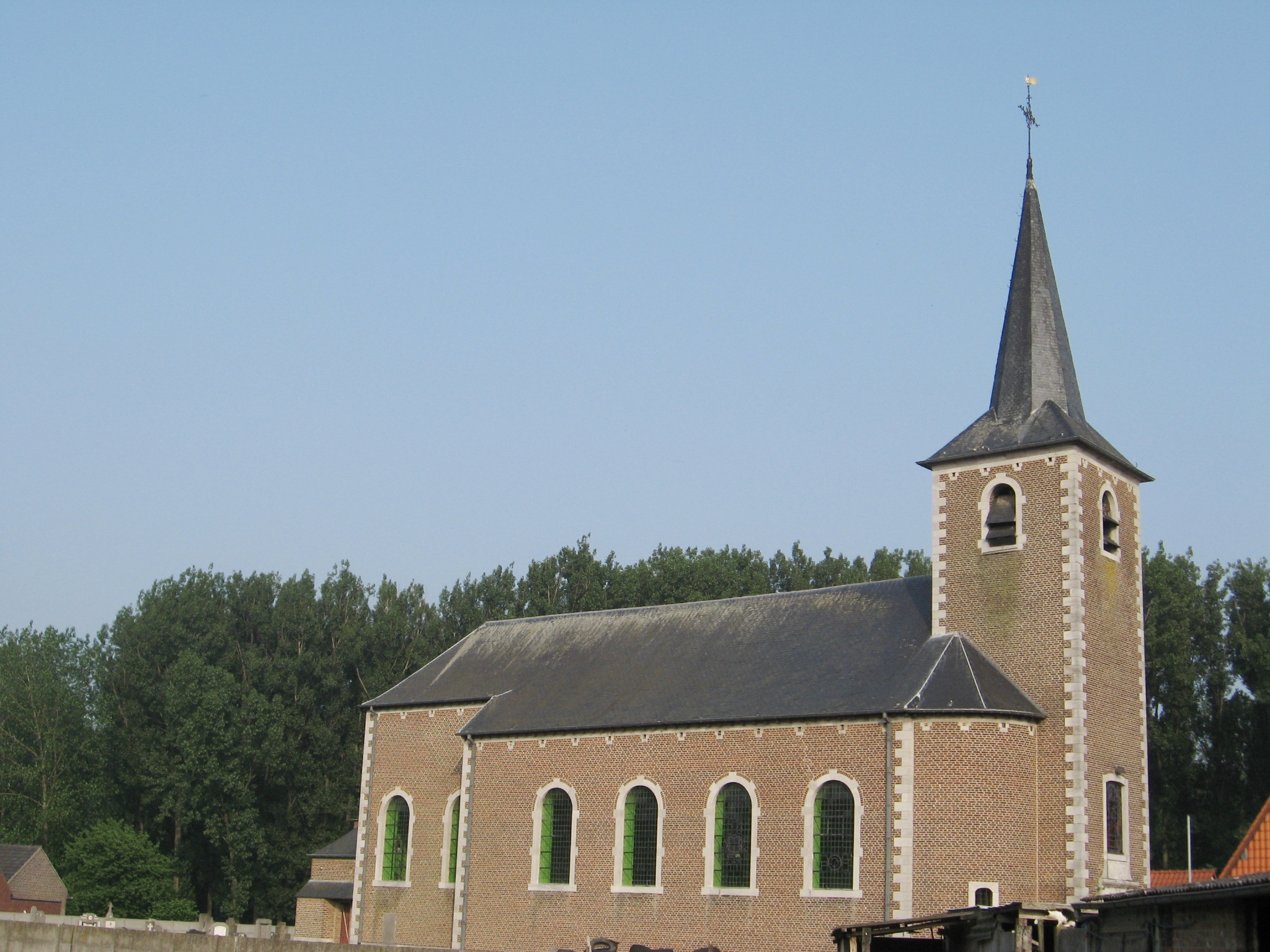
Sint-Martinuskerk
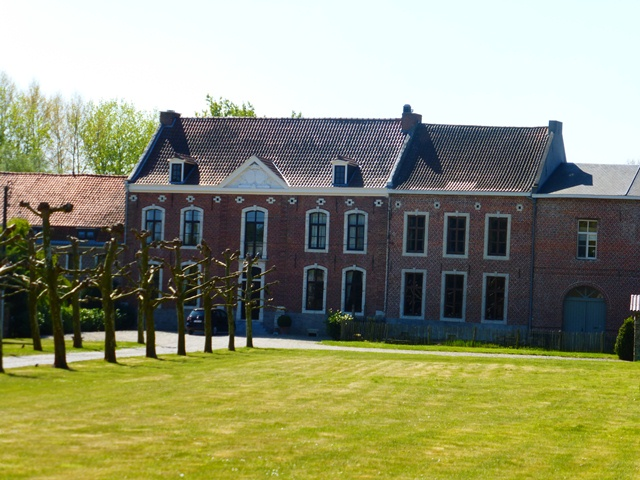
Kasteel van Dormaal
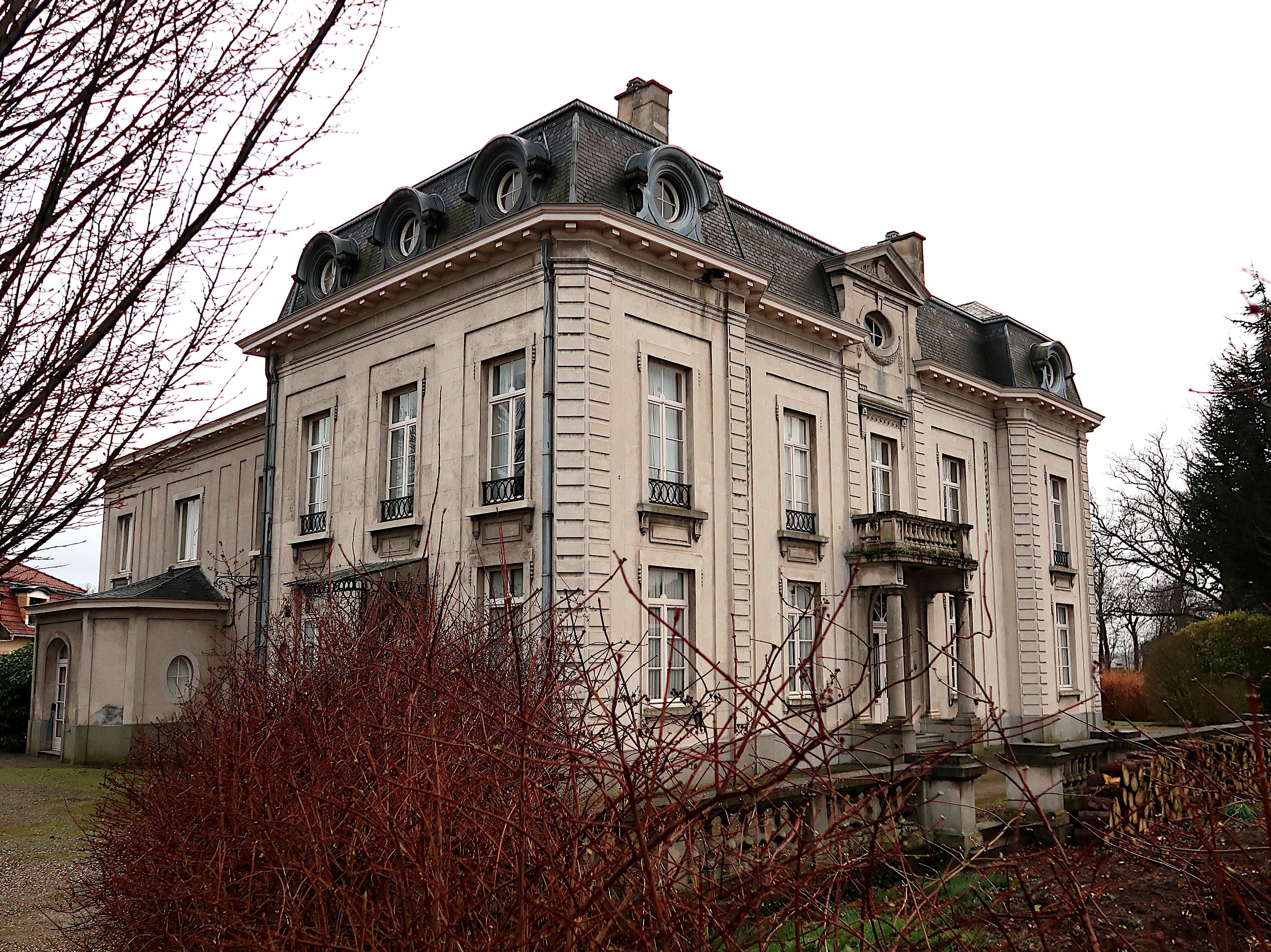
Kasteel de Schrynmakers
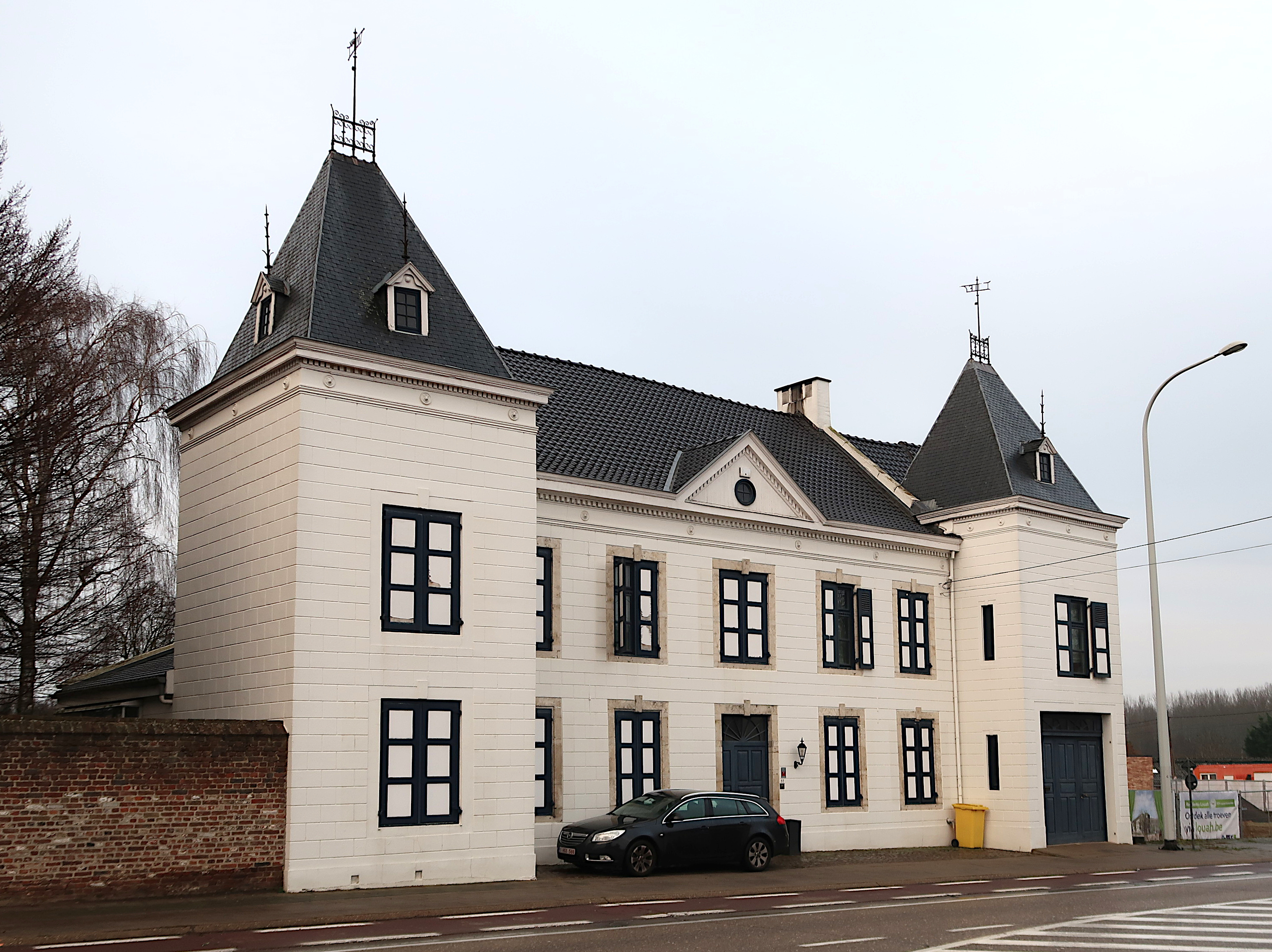
Kasteeltje uit 18de eeuw

## Bezienswaardigheden
- De Sint-Martinuskerk
- Het Kasteel van Dormaal
- De Watermolen van Dormaal
- Het Kasteel de Schrynmakers

## Natuur en landschap
Dormaal ligt aan de noordgrens van de Haspengouw op een hoogte van 35-65 meter. De plaats ligt aan de Molenbeek of Dormaalbeek welke naar het noorden stroomt en in de Kleine Gete uitmondt.

## Demografische ontwikkeling
- Bronnen:NIS, Opm:1831 tot en met 1970=volkstellingen; 1976 = inwoneraantal op 31 december

## Nabijgelegen kernen
Zoutleeuw, Orsmaal, Neerlanden, Halle
Deelgemeenten: Budingen · Dormaal · Halle-Booienhoven · Helen-Bos · Zoutleeuw

Overige dorpen en gehuchten: Booienhoven · Bos · Halle · Ossenweg

Belgische gemeenten · Arrondissement Leuven · Vlaams-Brabant · Vlaanderen